# Журнал освіти та відпочинку
«Журнал освіти та відпочинку» (фр. «Magasin d’éducation et de récréation») — французький літературний часопис для дітей, результат співпраці видавця П'єра-Жуля Етцеля, Жуля Верна та Жана Масе.

## Історія
Спочатку часопис виходив кожні два місяці, а річна передплата у 1864 році коштувала дванадцять франків. У 1867 році вона отримала Монтіонівську премію від Французької академії — нагороду, що присуджується за відданість справі поширення знань.
Часопис, метою якого є поширення знань у розважальній формі та який орієнтований на широку читацьку аудиторію від раннього дитинства до юнацтва. Однак, всупереч якісному складу редакції, до якої входили такі видатні особистості, як Гектор Мало, Александр Дюма, Елізе Реклю та Жуль Верн, газета розпочала свій шлях нелегко і до 1875 року не досягла 10 000 передплатників.
У жовтні 1876 року журнал поглинув свого колишнього конкурента «Тиждень захисту дітей» (фр. «La Semaine des enfants»). У травні 1916 року він був поглинений «Молодіжний журнал» (фр. «Le Journal de la jeunesse»), який виходив під підзаголовками «Журнал освіти та відпочинку» та «Тиждень об'єднаних дітей».
Журнал був частиною руху, який зробив освіту колективним ідеалом і засобом проти соціальної несправедливості, обіцяючи краще життя, і фактично брав участь у поширенні знань для всіх, хоча його читачі були переважно з буржуазії.
Його слава походить від романів Жуля Верна, які, за деякими винятками, такими як «Зловісні землі», були надруковані в журналі.